# 디카 멤
디카 멤(프랑스어: Dika Mem, 1997년 8월 31일~)은 프랑스의 핸드볼 선수로 포지션은 라이트백이다. 현재 리가 아소발의 바르셀로나 소속으로 뛰고 있다. 
프랑스 국가대표팀의 일원이며, 2020년 하계 올림픽에서 금메달을 획득했다.